# سیارک ۱۳۲۱۲
سیارک ۱۳۲۱۲ (به انگلیسی: 13212 Jayleno، نامگذاری:1997JL13) سیزده هزار و دویست و دوازدهمین سیارک کشف شده‌است که در ۳ مه ۱۹۹۷ کشف شد.
قدر مطلق سیارک برابر ۱۴٫۱۰ است.